# Andrew Setefano
Andrew Setefano (Satuimalufilufi, Samoa, 10 de agosto de 1987) es un futbolista de Samoa que juega en la posición de defensa y que actualmente milita en el Lupe ole Soaga de la Liga Nacional de Samoa.

## Carrera

### Club
| Periodo | Club               |
| ------- | ------------------ |
| 2010    | Upper Hutt City FC |
| 2011    | Hekari United FC   |
| 2012    | Goldstar Sogi FC   |
| 2013–14 | Vailima Kiwi FC    |
| 2015–18 | Lupe ole Soaga     |
| 2019    | Vailima Kiwi FC    |
| 2020–   | Lupe ole Soaga     |

### Selección nacional
Debutó con Samoa en 2011, ha participado en dos ediciones de la Copa de las Naciones de la OFC y en los Juegos del Pacífico 2019.

## Logros
- Papua New Guinea National Soccer League (1): 2010/11
- Liga Nacional de Samoa (6): 2013/14, 2014/15, 2016, 2017, 2020, 2021
- Copa de Samoa (1): 2014